# 鈴原研一郎
鈴原 研一郎（すずはら けんいちろう、本名：鈴木 俊之（すずき としゆき）、1940年9月2日 - 2008年2月9日）は、日本の漫画家。満州大連出身。

## 来歴
17歳で貸本漫画家デビュー。1950年代後半から貸本雑誌で少女漫画を描き始る。その後一般少女漫画誌に転向。『週刊マーガレット』（集英社）などに代表作となる「レモンの年頃」他、多数の作品を発表した。1986年、「宇宙連邦危機いっぱつ」で児童文芸新人賞受賞。
2008年2月9日、虚血性心臓病のため死去。67歳。

## 作品リスト
- レモンの年頃
- ロンドン・パリ　アイラブ　ラリー
- 愛・友情・恋
- Hey!ナタリー
- 愛の並木路
- ハロー天使さん
- シャーリィの冒険
- それいけ！マリー
- アコを呼ぶそよ風 (監修)
- ポプラの下の物語 (監修)
- 淡雪のワルツ (監修)
- 初恋の季節 (監修)
- 北国の愛の祈り (原作)
- またあう日まで（週刊マーガレット - 1970年）、炎の珊瑚礁（同1971年）、ああ広島に花さけど（同1969年）、ママの日記帳（同1967年）、勇気ある怒り（週刊セブンティーン - 1971年）：ほるぷ平和漫画シリーズ第7巻収録
- スタードキュメント - 月刊少年チャンピオンに連載された芸能人の伝記漫画シリーズ
  - 西川峰子物語 - 1975年2月号
  - 木之内みどり物語 - 1975年5月号
  - 片平なぎさ物語 - 1975年9月号